# Virgen de la escalera

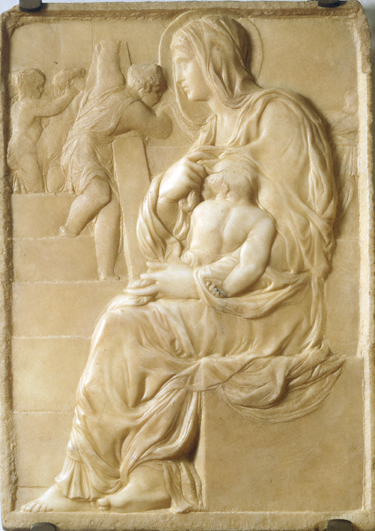
Virgen de la escalera en la Casa Buonarroti de Florencia.

La Virgen de la escalera es una escultura en relieve de mármol del escultor Miguel Ángel, datada hacia 1491 y que se guarda en la Casa Buonarroti de Florencia. La obra inacabada tiene unas medidas de 55,5 x 40 cm.
Es una de las primeras esculturas realizadas por Miguel Ángel, de la misma época de cuando ejecutó La batalla de los centauros. Los detalles de cómo están realizados los pies de la Virgen, hacen pensar que es realmente una de sus primeras obras, incluso anterior a la de la Batalla. Está trabajada con el mismo estilo virtuoso de Donatello en la Madonna Pazzi, nombrado estilo stiacciato que significa literalmente «relieve comprimido». Vasari la describe:

No hace mucho tiempo que Leonardo ( el sobrino de Miguel Ángel) tiene también en su casa, en memoria de su tío, el bajo relieve de una Madonna de mármol, de medida no más grande que un brazo. Miguel Ángel la esculpió cuando era joven y copió el estilo de Donatello con tanto éxito, que parece obra suya, quitando que posee un diseño más gracioso. Leonardo posteriormente regaló esta obra al Duque Cosimo de Médici, quien la considera singular, ya que es la única escultura de bajorrelieve dejada por Miguel Ángel.

La Virgen está representada sentada, encima de un cubo de piedra; el Niño se encuentra de espaldas sentado sobre su regazo y mamando. La escalera puesta en la parte izquierda se cree que hace referencia a un libro publicado en 1477: Libro de la escalera del Paraíso, con la metáfora atribuida a San Agustín por la que la Virgen se convierte en escalera para la bajada de Jesús a la tierra y, a la vez, por la que pueden subir los mortales al cielo. También se cree que los cinco escalones representan las cinco letras del nombre de María y, siguiendo con los símbolos, la piedra cuadrada donde está sentada podría referirse a San Pedro, la roca sobre la que la iglesia fue fundada.
Relajada al Duque Cosimo en 1566, fue devuelta a la familia Buonarroti en 1991, permaneciendo desde entonces en la Casa Buonarroti.